# Alexander Melnikov (pianist)
Alexander Markovich Melnikov (geboren 1973) is een Russische pianist.
Melnikov studeerde af aan het conservatorium van Moskou bij Lev Naumov. Zijn meest vormende muzikale momenten in Moskou zijn zijn vroege ontmoeting met Sviatoslav Richter, die hem daarna regelmatig uitnodigde voor festivals in Rusland en Frankrijk. Hij ontving prijzen op wedstrijden als de Robert Schumann International Competition for Pianists and Singers in Zwickau (1989) en de Koningin Elisabethwedstrijd (5e in 1991).
Bekend om zijn vaak ongebruikelijke muzikale en programmatische beslissingen, ontdekte Melnikov al op jonge leeftijd een lange carrière in historische uitvoeringspraktijken. Zijn belangrijkste invloeden op dit gebied zijn klavecinisten Andreas Staier en Alexei Lubimov, met wie hij samenwerkte aan tal van projecten. Melnikov treedt regelmatig op met historische ensembles als Concerto Köln en de Akademie für Alte Musik Berlin.
Samen met Staier ontwikkelde Melnikov een programma dat fragmenten uit Bachs Das Wohltemperierte Clavier contrasteert met Shostakovich's 24 preludes en fuga's. In de kamermuziek werkte hij samen met cellisten Alexander Rudin en Jean-Guihen Queyras, en bariton Georg Nigl.
Melnikov's associatie met het label Harmonia Mundi ontstond door zijn vaste recitalpartner, violiste Isabelle Faust, en in 2010 won hun volledige opname van de Beethoven-sonates voor viool en piano zowel een Gramophone Award als de Duitse ECHO Klassik Prijs. In 2014 bracht hij samen met Jean-Guihen Queyras een album uit van het complete werk van Beethoven voor cello en piano op het Harmonia Mundi-label.
Melnikovs opname van de complete Preludes en Fugues door Shostakovich werd bekroond met de BBC Music Magazine Award, Choc de classica en de Jahrespreis der Deutschen Schallplattenkritik. In 2011 werd het ook door het BBC Music Magazine genoemd als een van de "50 Greatest Recordings aller tijden". De discografie van Melnikov omvat ook werken van Brahms, Rachmaninoff en Scriabin.
Als solist trad Melnikov op met orkesten als het Koninklijk Concertgebouworkest, Gewandhausorchester Leipzig, Philadelphia Orchestra, NDR Sinfonieorchester, HR-Sinfonieorchester, Russian National Orchestra, Munich Philharmonic, Rotterdam Philharmonic, BBC Philharmonic en de NHK Symphony, onder dirigenten zoals Mikhail Pletnev, Teodor Currentzis, Charles Dutoit, Paavo Järvi en Valery Gergiev.
Melnikov was de Artist-in-Residence 2013/14 in het Muziekgebouw in Amsterdam. Dat seizoen begon met het debuut van Melnikov op de BBC Proms met het Warsaw Philharmonic onder Antoni Wit, gevolgd door optredens in de seizoensconcerten van het Tsjechische Philharmonic onder Jiří Bělohlávek. Andere muzikale partners van het seizoen zijn het Mahler Chamber Orchestra, Freiburger Barockorchester, Amsterdam Sinfonietta, Seattle Symphony, Utah Symphony en New Zealand Symphony. Melnikovs solo-engagementen brachten hem naar locaties als het Maison symphonique de Montreal, Wigmore Hall in Londen, deSingel in Antwerpen en het Mozarteum Salzburg, evenals naar concertzalen in Osaka, Nagoya en Tokio.
In 2019 toerde Melnikov met zijn programma ‘The Man with the Many Pianos’, waarbij hij een solorecital gaf op verschillende instrumenten uit de periodes waarin de werken zijn geschreven. Verder speelde hij samen met het Gewandhausorchester Leipzig en het Symphonieorchester Basel. Hij zette ook zijn samenwerking met Tapiola Sinfonietta (een Fins kamerorkest) verder. ook speelde hij concerten in de Philharmonie in Berlijn, in de Wigmore Hall in Londen, op het Beethovenfest Bonn, in São Paulo en concerttournees met Isabelle Faust in Azië en Noord-Amerika.

## Prijzen
- BBC Radio 3 New Generation Artist (2000-2002)
- Triumph (Rusland) (2002, 2008)
- Classics Today (2005, 2006, 2008, 2009)
- Editor's Choice Gramophone (2006)
- Diapason d'Or (2007, 2013)
- Gramophone Critic's Choice (2009)
- BBC Music Choice award (2010)
- Choix France Musique (2010)
- Preis der deutschen Schallplattenkritik (2010, 2013)
- Echo Klassik (2010)
- Choc de classica del'annee (2010)
- Gramophone Award (2010)
- Grammy (genomineerd) (2010)
- BBC Music Magazine Awards (2011)